# Coenypha
Coenypha – południowoamerykański rodzaj pająka z rodziny ukośnikowatych, opisany po raz pierwszy przez Simona w 1895 roku. Obejmuje 4 gatunki, występujące wyłącznie w Chile. 

## Gatunki
- Coenypha edwardsi (Nicolet, 1849) (Chile)
- Coenypha fasciata (Mello-Leitão, 1926) (Chile)
- Coenypha fuliginosa (Nicolet, 1849) (Chile)
- Coenypha lucasi (Nicolet, 1849) (Chile)